# Ардон Јашари
Ардон Јашари (алб. Ardon Jashari; Кам, 30. јул 2002) швајцарски је професионални фудбалер албанског порекла. Игра на позицији везног играча, а тренутно наступа за Луцерн.

## Биографија
Иако рођен у Швајцарској, син је етничких Албанаца из Северне Македоније.